# So Cold
So Cold er en sang fra det amerikanske alternative rock band Breaking Benjamin på albummet We Are Not Alone.